# Wenjiashi Tholi
I Wenjiashi Tholi sono una formazione geologica della superficie di Marte.